# Pirhidius beaumonti
Pirhidius beaumonti is een keversoort uit de familie waaierkevers (Rhipiphoridae). De wetenschappelijke naam van de soort is voor het eerst geldig gepubliceerd in 1957 door Besuchet.